# ATC (H03)
Jest to część klasyfikacji anatomiczno-terapeutyczno-chemicznej:
- H – Leki hormonalne do stosowania wewnętrznego (bez hormonów płciowych)
  - H 01 – Hormony podwzgórza i przysadki mózgowej oraz ich analogi
  - H 02 – Kortykosteroidy do stosowania wewnętrznego
  - H 03 – Leki stosowane w chorobach tarczycy
  - H 04 – Hormony trzustki
  - H 05 – Leki wpływające na homeostazę wapnia

Obejmuje ona leki stosowane w chorobach tarczycy:

## H 03 A - Preparaty stosowane w niedoczynności tarczycy
- H 03 AA - Hormony tarczycy
  - H 03 AA 01 - lewotyroksyna
  - H 03 AA 02 - liotyronina
  - H 03 AA 03 - połączenia lewotyroksyny i liotyroniny
  - H 03 AA 04 - tyratrykol
  - H 03 AA 05 - preparaty gruczołu tarczycowego
  - H 03 AA 51 - lewotyroksyna i preparaty jodu

## H 03 B - Preparaty stosowane w nadczynności tarczycy
- H 03 BA - Pochodne tiouracylu
  - H 03 BA 01 - metylotiouracyl
  - H 03 BA 02 - propylotiouracyl
  - H 03 BA 03 - benzylotiouracyl
- H 03 BB - Pochodne tioimidazolu
  - H 03 BB 01 - karbimazol
  - H 03 BB 02 - tiamazol
  - H 03 BB 52 - tiamazol w połączeniach
- H 03 BC - Nadchlorany
  - H 03 BC 01 - nadchloran potasu
- H 03 BX - Inne preparaty przeciwtarczycowe
  - H 03 BX 01 - dijodotyrozyna
  - H 03 BX 02 - dibromotyrozyna

## H 03 C - Preparaty jodu
- H 03 CA - Preparaty jodu